# Camaròptera sedosa olivàcia
La camaròptera sedosa olivàcia (Micromacronus sordidus) és una espècie d'ocell passeriforme del gènere Micromacronus que pertany a la família Cisticolidae endèmica del sud de Filipines.

## Taxonomia
Anteriorment es considerava una subespècie de la camaròptera sedosa daurada (Micromacronus leytensis). A més, tots dos es classificaven a la família Timaliidae fins al 2012 quan van ser traslladats a la família Cisticolidae.

## Distribució i hàbitat
Es troba únicament a l'illa de Mindanao.
L'hàbitat natural són els boscos humits tropicals illencs.